# شقمة
الشَّقْمَة أو قردوح خنزريري (الاسم العلمي:Papio ursinus) (بالإنجليزية: Chacma Baboon)‏ هو نوع من الحيوانات يتبع جنس الرباح من فصيلة سعادين العالم القديم.